# Projekcje (album)
Projekcje – album studyjny rapera Miuosha wydany w 2007 roku.
Na potrzeby albumu nagrano pierwotnie 22 utwory, lecz ostatecznie na płycie znalazło się 16 z nich. Można było ją nabyć w wersji CD lub elektronicznej, ściąganej ze strony internetowej artysty lub wydawnictwa.
Nagrania dotarły do 31. miejsca zestawienia OLiS.

## Lista utworów
Opracowano na podstawie materiału źródłowego.
1. „Intro” (prod. Straho, scratche BDJ) – 1:23
2. „Obrońcy miast i wsi” (gośc. Rahim, prod. Straho) – 2:58
3. „Co mam mówić im” (prod. Baloman) – 4:18
4. „W uszach” (gośc. Booryz, prod. Sherlock) – 3:25
5. „Czasem i” (prod. Reno) – 1:02
6. „Gdzie mikrofon” (gośc. Bemer, prod. Macieyu) – 3:17
7. „Przepisak” (prod. Straho, scratche BDJ) – 2:56
8. „Zbijam bonga” (gośc. Mea, prod. Grafit) – 3:08
9. „Meksyk” (gośc. Pu, prod. Młody, scratche BDJ, Mahu) – 3:01
10. „Caua Prawda 2" (prod. Miuosh, scratche BDJ) – 3:05
11. „Grim Fandango” (gośc. Skorup, prod. Skorup, scratche BDJ) – 3:43
12. „Inwigilacja” (prod. i scratche DJ Feel-X) – 2:52
13. „Projekcje” (gośc. Lilu, prod. Reno) – 2:47
14. „Czasem II” (prod. Reno) – 1:13
15. „Za mauo” (gośc. Bu, prod. Straho, scratche BDJ) – 3:36
16. „Outro” (scratche BDJ) – 7:54